# Kościół św. Anny na Przedniej Kopie

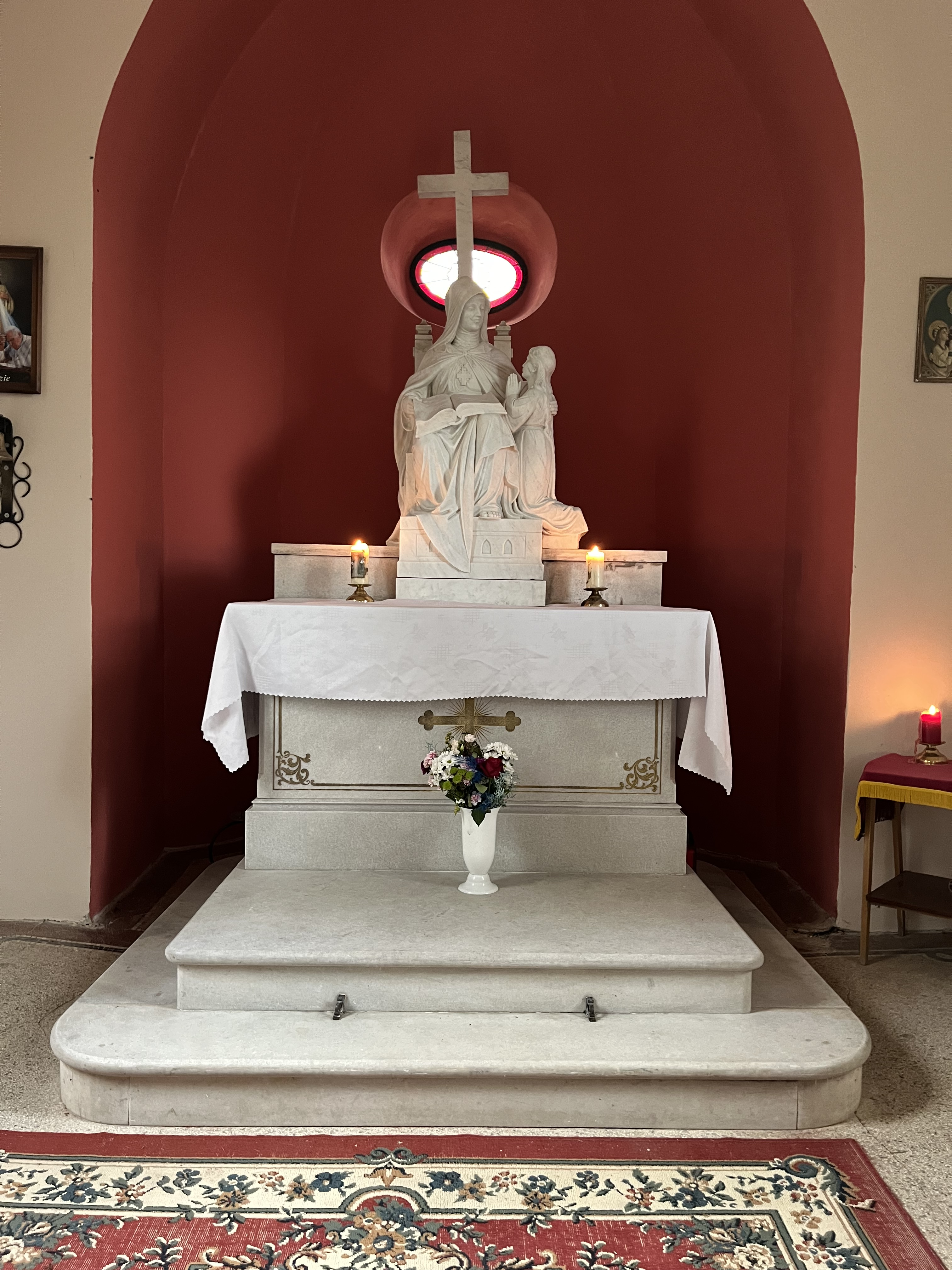
Ołtarz z figurą św. Anny.

Kościół św. Anny na Przedniej Kopie – rzymskokatolicki kościół filialny w Podlesiu, na Przedniej Kopie (masyw Parkowej Góry), należący do parafii św. Wawrzyńca w Głuchołazach, w dekanacie Głuchołazy, diecezji opolskiej.

## Historia
W 1908 Johann Hoy z Głuchołaz, budowniczy szpitala św. Józefa w mieście, ufundował neogotycki kościół na urwisku skalnym na Przedniej Kopie. Świątynia, zbudowana z kamienia, została ozdobiona ceglanymi detalami, głównie gzymsami i obramieniami. Nad portalem umieszczono wieżyczkę z ostrosłupowym dachem. Został poświęcony św. Annie – patronce górników, w nawiązaniu do przeszłości Parkowej Góry związanej z górnictwem złota.

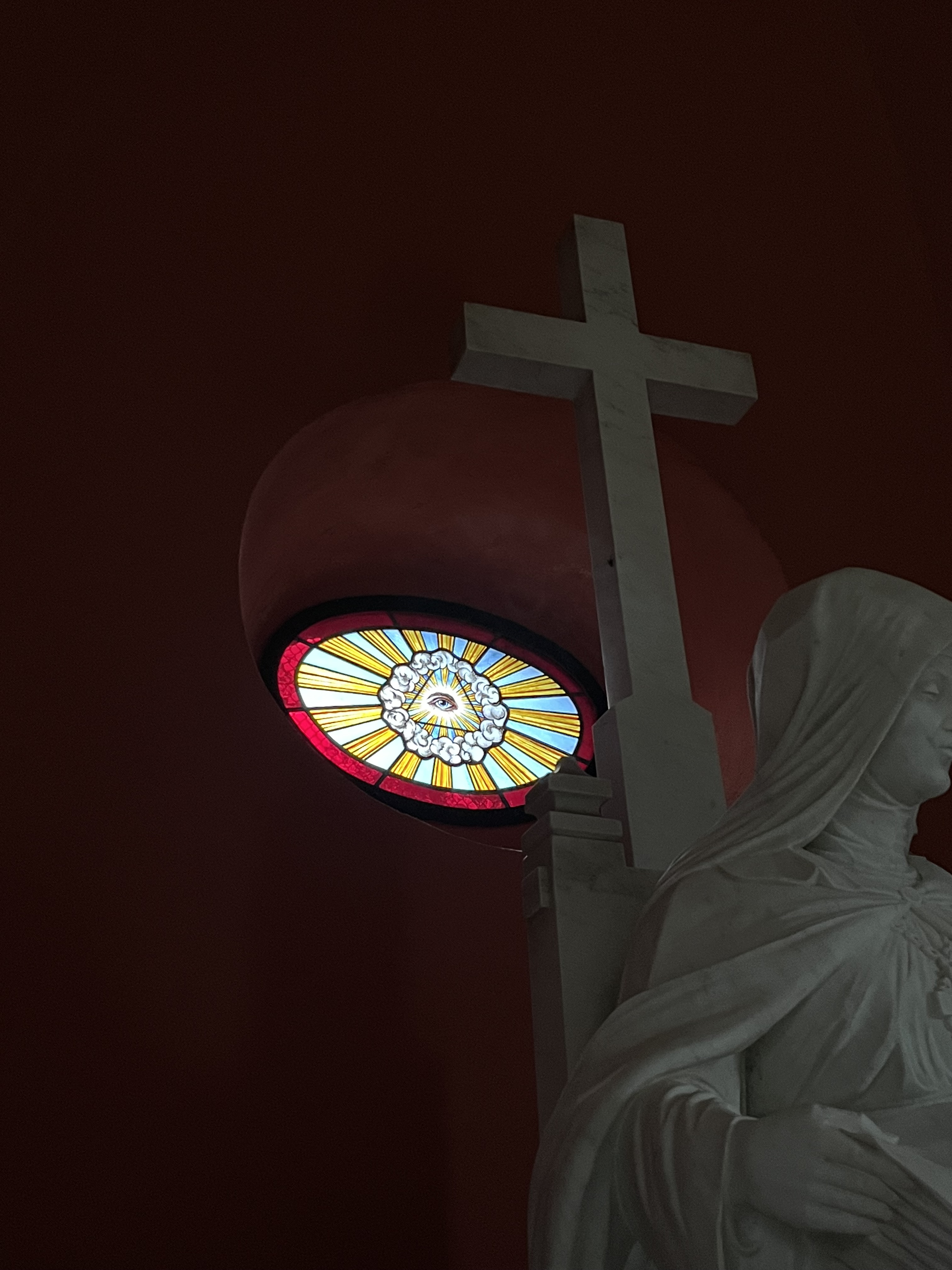
Witraż za ołtarzem św. Anny.

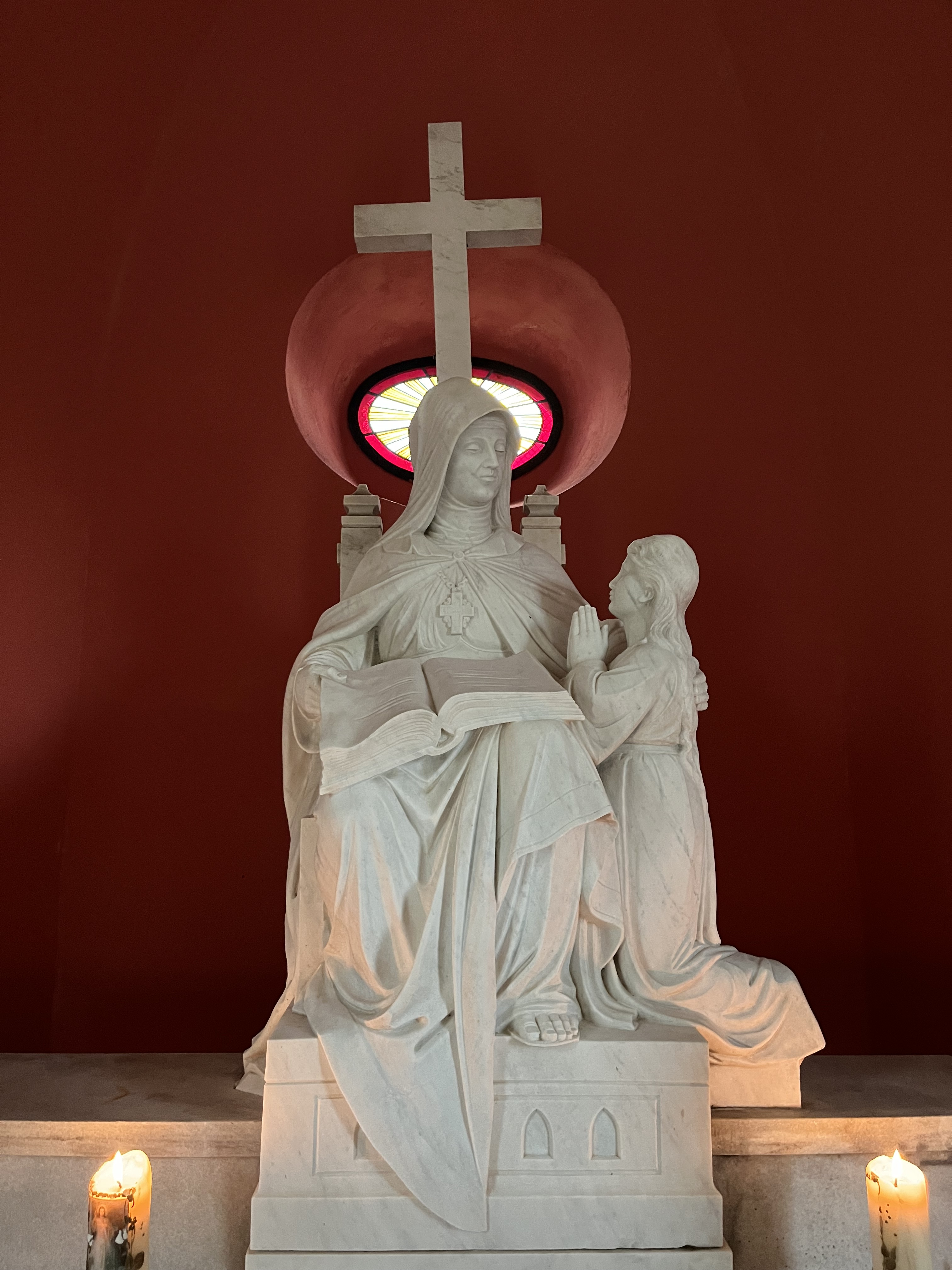
Figura św. Anny na ołtarzu.

W 2018 wnętrze kościoła zostało wyremontowane. W wakacje odprawiane są niedzielne msze święte dla turystów.